# جیم داونی (کمدین)
جیم داونی (انگلیسی: Jim Downey؛ زادهٔ ۱۹۵۲ میلادی) کمدین و هنرپیشه اهل ایالات متحده آمریکا است.
از فیلم‌ها یا برنامه‌های تلویزیونی که وی در آن نقش داشته‌است می‌توان به کار کثیف و بیلی مدیسن اشاره کرد.
وی همچنین برندهٔ جوایزی همچون جایزه امی ساعات پربیننده شده‌است.